# Hermann Krieg
Hermann Krieg (um 1448–1470 erwähnt) war ein aus den Niederlanden stammender Basler Bildhauer.

## Leben und Wirken
Hermann Krieg stammte aus Utrecht und reiste um 1448 mit einem Vetter, einem Domherrn und nachmaligen Domdekan zu Utrecht, durch Frankreich (Avignon, Paris, Orléans). 1452 wurde er in die Spinnwetternzunft in Basel aufgenommen, wo die Bauhandwerker und die holzverarbeitenden Berufe zusammengeschlossen waren. Ein Jahr später fand er auch Aufnahme in die dortige Himmelzunft, der die Maler angehörten. Dies könnte darauf hindeuten, dass Krieg vor allem bemalte Schnitzaltäre anfertigte. 1455 war er in Binningen wohnhaft, im folgenden Jahr kaufte er ein Haus an der Freien Strasse. Er ist in Basel bis 1470 fassbar und war dort in verschiedene Rechtshändel verwickelt.